# Lília Momplé
Lília Maria Clara Carrière Momplé (* 19. März 1935 auf Ilha de Moçambique, Nampula, Mosambik) ist eine mosambikanische Schriftstellerin.

## Biographie
Nach ihrem Schulabschluss in Lourenço Marques studierte Lília Momplé Sozialarbeit am Instituto Superior de Serviço Social in Lissabon. Sie verbrachte 1964 ein Jahr in London, kehrte nach Mosambik zurück und lebte von 1968 bis 1971 in Brasilien. 1971 kehrte sie nach Ilha de Moçambique zurück. 1981 ging sie in die Hauptstadt Maputo und arbeitete für das Kultusministerium. Von 1995 bis 2001 war sie Generalsekretärin der mosambikanischen Schriftstellervereinigung (AEMO). Von 1997 bis 1999 war sie deren Präsidentin. Sie förderte gezielt mosambikanische Autorinnen. Sie war außerdem mosambikanische Botschafterin bei der Generalversammlung der UNESCO in Paris. Darüber hinaus wurde sie für den Exekutivrat der UNESCO nominiert.
Lília Momplé lebt in der Hauptstadt Maputo.

## Werke
- Ninguém matou Suhura. Maputo, Associação dos Escritores Moçambicanos, 1988, Colecção Karingana, n.º 7 (fünf Erzählungen, die auf wahren Begebenheiten aus der Kolonialzeit beruhen)
- Muhupitit Alima 1988 (Drehbuch).
- Neighbours. Maputo, Associação dos Escritores Moçambicanos, 1995. 2.ª ed., 1999. Colecção Karingana, n.º 16
- Os olhos da cobra verde. Maputo, Associação dos Escritores Moçambicanos, 1997. Colecção Karingana, n.º 18

## Auszeichnungen
- Prémio da Novelística (João Dias) im Concurso Literário do Centenário de Maputo für die Erzählung Caniço
- Prémio Caine para Escritores de África (2001) für die Erzählung O Baile de Celina aus dem Buch Ninguém matou Suhura